# Campionato europeo femminile di pallacanestro 1981
Il 18º Campionato Europeo Femminile di Pallacanestro FIBA si è svolto in Italia dal 13 al 20 settembre 1981.

## Squadre partecipanti
- Unione Sovietica
- Polonia
- Cecoslovacchia
- Jugoslavia
- Bulgaria
- Paesi Bassi

- Italia
- Romania
- Ungheria
- Germania Ovest
- Svezia
- Finlandia

## Risultati

### Turno preliminare

#### Gruppo A
| Team              | V - P | Pts | PF - PS   | +/- |
| ----------------- | ----- | --- | --------- | --- |
| 1. Polonia        | 5 - 0 | 10  | 361 - 282 | +79 |
| 2. Jugoslavia     | 3 - 2 | 8   | 329 - 303 | +26 |
| 3. Paesi Bassi    | 3 - 2 | 8   | 280 - 307 | -27 |
| 4. Italia         | 2 - 3 | 7   | 313 - 305 | +8  |
| 5. Germania Ovest | 2 - 3 | 7   | 282 - 317 | -35 |
| 6. Finlandia      | 1 - 4 | 6   | 302 - 353 | -51 |

| 13 settembre 1981, ore 15:15 UTC+1 | Finlandia | 47 – 73 (25-19) | Italia |  |

| 13 settembre 1981, ore 18:00 UTC+1 | Germania Ovest | 71 – 67 (39-33) | Polonia |  |

| 13 settembre 1981, ore 21:15 UTC+1 | Jugoslavia | 63 – 43 (39-23) | Paesi Bassi |  |

| 14 settembre 1981, ore 16:00 UTC+1 | Paesi Bassi | 60 – 59 (29-38) | Italia |  |

| 14 settembre 1981, ore 18:00 UTC+1 | Germania Ovest | 50 – 55 (19-35) | Finlandia |  |

| 14 settembre 1981, ore 21:15 UTC+1 | Jugoslavia | 56 – 59 (31-33) | Polonia |  |

| 15 settembre 1981, ore 16:00 UTC+1 | Paesi Bassi | 76 – 46 (37-26) | Germania Ovest |  |

| 15 settembre 1981, ore 18:00 UTC+1 | Polonia | 82 – 65 (47-30) | Finlandia |  |

| 15 settembre 1981, ore 21:15 UTC+1 | Italia | 67 – 68 (28-31) | Jugoslavia |  |

| 16 settembre 1981, ore 16:00 UTC+1 | Jugoslavia | 82 – 72 (42-53) | Finlandia |  |

| 16 settembre 1981, ore 18:00 UTC+1 | Italia | 59 – 53 (38-33) | Germania Ovest |  |

| 16 settembre 1981, ore 21:15 UTC+1 | Polonia | 76 – 35 (44-15) | Paesi Bassi |  |

| 17 settembre 1981, ore 15:30 UTC+1 | Jugoslavia | 60 – 62 (26-27) | Germania Ovest |  |

| 17 settembre 1981, ore 18:00 UTC+1 | Finlandia | 63 – 66 (36-32) | Paesi Bassi |  |

| 17 settembre 1981, ore 21:15 UTC+1 | Italia | 55 – 77 (23-38) | Polonia |  |

#### Gruppo B
| Team                | V - P | Pts | PF - PS   | +/-  |
| ------------------- | ----- | --- | --------- | ---- |
| 1. Unione Sovietica | 5 - 0 | 10  | 489 - 304 | +185 |
| 2. Cecoslovacchia   | 3 - 2 | 8   | 355 - 337 | +18  |
| 3. Bulgaria         | 3 - 2 | 8   | 354 - 368 | -14  |
| 4. Romania          | 2 - 3 | 7   | 281 - 348 | -67  |
| 5. Ungheria         | 2 - 3 | 7   | 335 - 352 | −17  |
| 6. Svezia           | 0 - 5 | 5   | 284 - 389 | −105 |

| 13 settembre 1981, ore 16:15 UTC+1 | Svezia | 49 – 83 (30-38) | Cecoslovacchia |  |

| 13 settembre 1981, ore 18:00 UTC+1 | Bulgaria | 73 – 64 (37-38) | Romania |  |

| 13 settembre 1981, ore 21:15 UTC+1 | Unione Sovietica | 94 – 68 (47-29) | Ungheria |  |

| 14 settembre 1981, ore 16:00 UTC+1 | Bulgaria | 66 – 50 (32-28) | Svezia |  |

| 14 settembre 1981, ore 18:00 UTC+1 | Unione Sovietica | 90 – 40 (48-20) | Romania |  |

| 14 settembre 1981, ore 21:15 UTC+1 | Ungheria | 67 – 66 (37-43) | Cecoslovacchia |  |

| 15 settembre 1981, ore 16:00 UTC+1 | Ungheria | 63 – 71 (34-41) | Bulgaria |  |

| 15 settembre 1981, ore 18:00 UTC+1 | Romania | 63 – 62 (36-36) | Svezia |  |

| 15 settembre 1981, ore 21:15 UTC+1 | Unione Sovietica | 99 – 58 (50-28) | Cecoslovacchia |  |

| 16 settembre 1981, ore 16:00 UTC+1 | Unione Sovietica | 95 – 60 (49-29) | Svezia |  |

| 16 settembre 1981, ore 18:00 UTC+1 | Cecoslovacchia | 80 – 66 (35-27) | Bulgaria |  |

| 16 settembre 1981, ore 21:15 UTC+1 | Romania | 58 – 55 (25-25) | Ungheria |  |

| 17 settembre 1981, ore 16:00 UTC+1 | Ungheria | 82 – 63 (35-43) | Svezia |  |

| 17 settembre 1981, ore 18:00 UTC+1 | Unione Sovietica | 111 – 78 (61-42) | Bulgaria |  |

| 17 settembre 1981, ore 21:15 UTC+1 | Cecoslovacchia | 68 – 56 (39-25) | Romania |  |

### Fase finale

#### Classificazione 9º-12º posto
|  | Semifinali Nono-Undicesimo posto | Semifinali Nono-Undicesimo posto | Semifinali Nono-Undicesimo posto |                |          | Nono Posto       | Nono Posto       | Nono Posto       |  |
|  |                                  |                                  |                                  |                |          |                  |                  |                  |  |
|  | Svezia                           | Svezia                           | 67                               |                |          |                  |                  |                  |  |
|  | Svezia                           | Svezia                           | 67                               |                |          |                  |                  |                  |  |
|  | Germania Ovest                   | Germania Ovest                   | 69                               |                |          |                  |                  |                  |  |
|  | Germania Ovest                   | Germania Ovest                   | 69                               |                | Ungheria | Ungheria         | 76               |                  |  |
|  |                                  |                                  |                                  |                | Ungheria | Ungheria         | 76               |                  |  |
|  |                                  |                                  | Germania Ovest                   | Germania Ovest | 46       |                  |                  |                  |  |
|  | Finlandia                        | Finlandia                        | Germania Ovest                   | Germania Ovest | 46       | 46               |                  |                  |  |
|  | Finlandia                        | Finlandia                        |                                  |                |          | 46               |                  |                  |  |
|  | Ungheria                         | Ungheria                         | 92                               |                |          | Undicesimo Posto | Undicesimo Posto | Undicesimo Posto |  |
|  | Ungheria                         | Ungheria                         | 92                               |                |          |                  |                  |                  |  |
|  |                                  |                                  |                                  |                |          |                  |                  |                  |  |
|  |                                  |                                  |                                  |                |          | Svezia           | Svezia           | 70               |  |
|  |                                  |                                  |                                  |                |          | Svezia           | Svezia           | 70               |  |
|  |                                  |                                  |                                  |                |          | Finlandia        | Finlandia        | 68               |  |

| 19 settembre 1981, ore 16:00 UTC+1 | Svezia | 67 – 69 (29-35) | Germania Ovest |  |

| 19 settembre 1981, ore 21:15 UTC+1 | Finlandia | 46 – 92 (25-48) | Ungheria |  |

| 20 settembre 1981, ore 11:00 UTC+1 | Finlandia | 68 – 70 (36-39) | Svezia |  |

| 20 settembre 1981, ore 15:30 UTC+1 | Ungheria | 76 – 46 (40-25) | Germania Ovest |  |

#### Classificazione 5º-8º posto
|  | Semifinali Quinto-Ottavo posto | Semifinali Quinto-Ottavo posto | Semifinali Quinto-Ottavo posto |             |          | Quinto Posto  | Quinto Posto  | Quinto Posto  |  |
|  |                                |                                |                                |             |          |               |               |               |  |
|  | Italia                         | Italia                         | 66                             |             |          |               |               |               |  |
|  | Italia                         | Italia                         | 66                             |             |          |               |               |               |  |
|  | Bulgaria                       | Bulgaria                       | 82                             |             |          |               |               |               |  |
|  | Bulgaria                       | Bulgaria                       | 82                             |             | Bulgaria | Bulgaria      | 80            |               |  |
|  |                                |                                |                                |             | Bulgaria | Bulgaria      | 80            |               |  |
|  |                                |                                | Paesi Bassi                    | Paesi Bassi | 65       |               |               |               |  |
|  | Romania                        | Romania                        | Paesi Bassi                    | Paesi Bassi | 65       | 51            |               |               |  |
|  | Romania                        | Romania                        |                                |             |          | 51            |               |               |  |
|  | Paesi Bassi                    | Paesi Bassi                    | 56                             |             |          | Settimo Posto | Settimo Posto | Settimo Posto |  |
|  | Paesi Bassi                    | Paesi Bassi                    | 56                             |             |          |               |               |               |  |
|  |                                |                                |                                |             |          |               |               |               |  |
|  |                                |                                |                                |             |          | Italia        | Italia        | 72            |  |
|  |                                |                                |                                |             |          | Italia        | Italia        | 72            |  |
|  |                                |                                |                                |             |          | Romania       | Romania       | 66            |  |

| 19 settembre 1981, ore 15:25 UTC+1 | Bulgaria | 82 – 66 (42-32) | Italia |  |

| 19 settembre 1981, ore 17:15 UTC+1 | Romania | 51 – 56 (28-26) | Paesi Bassi |  |

| 20 settembre 1981, ore 15:15 UTC+1 | Bulgaria | 80 – 65 (41-33) | Paesi Bassi |  |

| 20 settembre 1981, ore 17:30 UTC+1 | Italia | 72 – 66 (36-30) | Romania |  |

#### Classificazione 1º-4º posto
|  | Semifinali Primo-Quarto posto | Semifinali Primo-Quarto posto | Semifinali Primo-Quarto posto |         |                  | Primo Posto      | Primo Posto    | Primo Posto |  |
|  |                               |                               |                               |         |                  |                  |                |             |  |
|  | Jugoslavia                    | Jugoslavia                    | 60                            |         |                  |                  |                |             |  |
|  | Jugoslavia                    | Jugoslavia                    | 60                            |         |                  |                  |                |             |  |
|  | Unione Sovietica              | Unione Sovietica              | 94                            |         |                  |                  |                |             |  |
|  | Unione Sovietica              | Unione Sovietica              | 94                            |         | Unione Sovietica | Unione Sovietica | 85             |             |  |
|  |                               |                               |                               |         | Unione Sovietica | Unione Sovietica | 85             |             |  |
|  |                               |                               | Polonia                       | Polonia | 42               |                  |                |             |  |
|  | Cecoslovacchia                | Cecoslovacchia                | Polonia                       | Polonia | 42               | 60               |                |             |  |
|  | Cecoslovacchia                | Cecoslovacchia                |                               |         |                  | 60               |                |             |  |
|  | Polonia                       | Polonia                       | 72                            |         |                  | Terzo Posto      | Terzo Posto    | Terzo Posto |  |
|  | Polonia                       | Polonia                       | 72                            |         |                  |                  |                |             |  |
|  |                               |                               |                               |         |                  |                  |                |             |  |
|  |                               |                               |                               |         |                  | Cecoslovacchia   | Cecoslovacchia | 76          |  |
|  |                               |                               |                               |         |                  | Cecoslovacchia   | Cecoslovacchia | 76          |  |
|  |                               |                               |                               |         |                  | Jugoslavia       | Jugoslavia     | 74          |  |

| 19 settembre 1981, ore 21:00 UTC+1 | Unione Sovietica | 94 – 60 (48-33) | Jugoslavia |  |

| 19 settembre 1981, ore 21:10 UTC+1 | Polonia | 72 – 60 (37-32) | Cecoslovacchia |  |

| 20 settembre 1981, ore 18:00 UTC+1 | Cecoslovacchia | 76 – 74 (35-39) | Jugoslavia |  |

| 20 settembre 1981, ore 21:00 UTC+1 | Polonia | 42 – 85 (24-40) | Unione Sovietica |  |

## Classifica finale
| Campione d'Europa | Campione d'Europa | Campione d'Europa |
| --- | ----------------- | --- |
| Unione Sovietica4 Barel', 5 Mel'ničenko, 6 Kudrevatova, 7 Baryševa, 8 Erofeeva, 9 Šuvaeva, 10 Semënova, 11 Rogožyna, 12 Čausova, 13 Sucharnova, 14 Feodorova, 15 Savičkaja, All. Lidija Alekseeva |                   | |
| Argento | Polonia           | Polonia4 Kosińska, 5 Starowicz, 6 Pawlak, 7 Turska, 8 Konwent, 9 Linka, 10 Kozera, 11 Jaworska, 12 Wołujewicz, 13 Janowska, 14 Komorowska, 15 Wyka, All. Ludwik Miętta-Mikołajewicz           |
| Bronzo | Cecoslovacchia    | Cecoslovacchia4 Kozmanová, 5 Zarevúcká, 6 Menclová, 7 Chmelíková, 8 Pauchová, 9 Davidová, 10 Kopecká, 11 Ptáčková, 12 Peklová, 13 Komeštíková, 14 Hlaváčová, 15 Třešňáková, All. Alois Brabec |
| 4. | Jugoslavia        | Jugoslavia4 Ožegović, 5 Bećirspahić, 6 Komnenović, 7 Dekleva, 8 Marković, 9 Pepeunik, 10 Pekić, 11 Tonković, 12 Đurković, 13 Perazić, 14 Majstorović, 15 Golić, All. Milan Vasojević          |
| 5. | Bulgaria          | Bulgaria4 Terzieva, 5 Spasova, 6 Makaveeva, 7 S. Mihajlova, 8 Germanova, 9 Pečenikova, 10 A. Mihajlova, 11 Radkova, 12 Slavčeva, 13 Bočeva, 14 Skerlatova, 15 Stojanova, All. Ivan Gălăbov    |
| 6. | Paesi Bassi       | Paesi Bassi4 Delmee, 5 van Reemst, 6 de Vroet, 7 de Liefde, 8 Maarschalkerweerd, 9 de Ridder, 10 van der Veen, 11 Keur, 12 Zwanenburg, 13 Seca, 14 van Helvoort, 15 Pountain, All. Jos Pelk   |
| 7. | Italia            | Italia4 Caldato, 5 Daprà, 6 Ceschia, 7 Gorlin, 8 Faccin, 9 Sandon, 10 Rossi, 11 Monti, 12 Baruzzo, 13 Vergnano, 14 Piancastelli, 15 Timolati, All. Vittorio Tracuzzi                          |
| 8. | Romania           | Romania4 Mihalik, 5 Armion, 6 Székely, 7 Kirr, 8 Solovăstru, 9 Filip, 10 Borș, 11 Fotescu, 12 Popa, 13 Jerebie, 14 Zidaru, 15 Ciubăncan, All. -                                               |
| 9. | Ungheria          | Ungheria4 É. Gulyás, 5 Németh, 6 Körmendi, 7 Lámala, 8 Boksay, 9 Borka, 10 Szuchy, 11 I. Gulyás, 12 Deák, 13 Medgyesi, 14 Petrik, 15 Váczi, All. László Killik                                |
| 10. | Germania Ovest    | Germania Ovest4 Herrlich, 5 Schröder, 6 Schuck, 7 Gotzmann, 8 Kronberger, 9 Berndt, 10 Jaworski, 11 Heimerzheim, 12 Fledlin, 13 Haenselt, 14 Kuczmann, 15 Stöwahse, All. Tony DiLeo           |
| 11. | Svezia            | Svezia4 Larsson, 5 Jakobsson, 6 Backner, 7 Wictorin, 8 Rosengren, 9 Gottschalk, 10 Laukkannen, 11 Zachrisson, 12 Kumlin, 13 Lerner, 14 Johansson, 15 Wikner, All. -                           |
| 12. | Finlandia         | Finlandia4 Koski, 5 Avellan, 6 Nygren, 7 Vestala, 8 Savikko, 9 Peltoniemi, 10 Hakala, 11 Airas-Järventaus, 12 Hamalainen, 13 Vesa, 14 Saarteinen, 15 Toikka, All. Mika Arola, Eero Saarinen   |